# Carlo Federici
Carlo Federici (Roma, 11 giugno 1948) è un bibliotecario italiano.

## Biografia
In qualità di bibliotecario ha diretto la Biblioteca Angelica dal 1990 al 1992, l'Istituto centrale per la patologia del libro dal 1992 al 2002 e la Struttura Biblioteche e Sistemi documentari della Regione Lombardia dal 2003 al 2005. Successivamente ha insegnato presso l'Università Cattolica del Sacro Cuore di Milano e di Brescia, presso l'Università di Padova, l'Università Ca' Foscari Venezia e la Scuola vaticana di biblioteconomia.
È membro della redazione della Gazette du livre médiéval presso l'Institut de Recherche et d'Histoire des Textes. Ha fondato due riviste: nel 1992 Cabnewsletter. Conservazione negli archivi e nelle biblioteche, della quale è stato direttore responsabile fino al luglio 2002; nel 1998 QVINIO. International Journal on the History and Conservation of the Book diretta fino al 2002.  Ha tenuto dal n. 10/11 del 2008 al n. 5 del 2010 una rubrica nel periodico AIB Notizie, newsletter dell'Associazione italiana biblioteche.

## Opere principali
- Manuale di conservazione e restauro del libro (con Libero Rossi), Roma, La Nuova Italia Scientifica, 1983, più volte ristampato
- A, B e C. : dialogo sulla conservazione di carte vecchie e nuove, Roma, Carocci, 2005
- Il restauro del libro tra Roma e Buenos Aires: un dialogo senza frontiere per la conservazione del patrimonio culturale (con Martin M. Morales, Melania Zanetti), Roma, IILA, 2008